# Светозар Шапурић
Светозар Шапурић (Титов Врбас, 28. август 1960 — Кипар, 27. децембар 2024)  је био југословенски и српски фудбалер и тренер.

## Каријера
Шапурић је почео у свом родном клубу Врбасу, провевши осам сезона у сениорском саставу (1977–1985), пре него што је обезбедио прелазак у Војводину. Био је члан тима који је освојио Прву лигу Југославије 1989. Након тога, Шапурић се преселио на Кипар и потписао за АПОЕЛ. Касније је прешао на Анортозис (1993–1995), пре него што се вратио у АПОЕЛ за своју последњу сезону.
Након завршетка играчке каријере, Шапурић је кратко био менаџер АПОЕЛ-а 1996. године. Касније је био спортски директор свог бившег клуба Војводине од септембра 1996. до октобра 1999. Након тога, Шапурић се вратио на Кипар у свој други краћи период као менаџер АПОЕЛ-а 2000. године. Такође је касније именован за њиховог спортског директора у децембру 2015, и остао је на челу до септембра 2018. године.